# Anderson (Indiana)
Anderson is een plaats (city) in de Amerikaanse staat Indiana, en valt bestuurlijk gezien onder Madison County.

## Demografie
Bij de volkstelling in 2000 werd het aantal inwoners vastgesteld op 59.734.
In 2006 is het aantal inwoners door het United States Census Bureau geschat op 57.496, een daling van 2238 (-3,7%).

## Geografie
Volgens het United States Census Bureau beslaat de plaats een oppervlakte van
104,0 km², waarvan 103,7 km² land en 0,3 km² water.

## Plaatsen in de nabije omgeving
De onderstaande figuur toont nabijgelegen plaatsen in een straal van 8 km rond Anderson.

## Geboren in Anderson (Indiana)
- Terry Dischinger (1940-2023), basketballer